# Мечеть Чохи Занжир
Мечеть Чохи Занжир — памятник культурного наследия, расположенный в историческом центре Бухары (Узбекистан). Входит национальный перечень объектов недвижимого имущества материального и культурного наследия Узбекистана — находится под охраной государства.
Мечеть была построена в XVIII веке. В 1950-х годах в ней функционировал кондитерский цех. В настоящее время находится в заброшенном состоянии.